# Via Julia Augusta

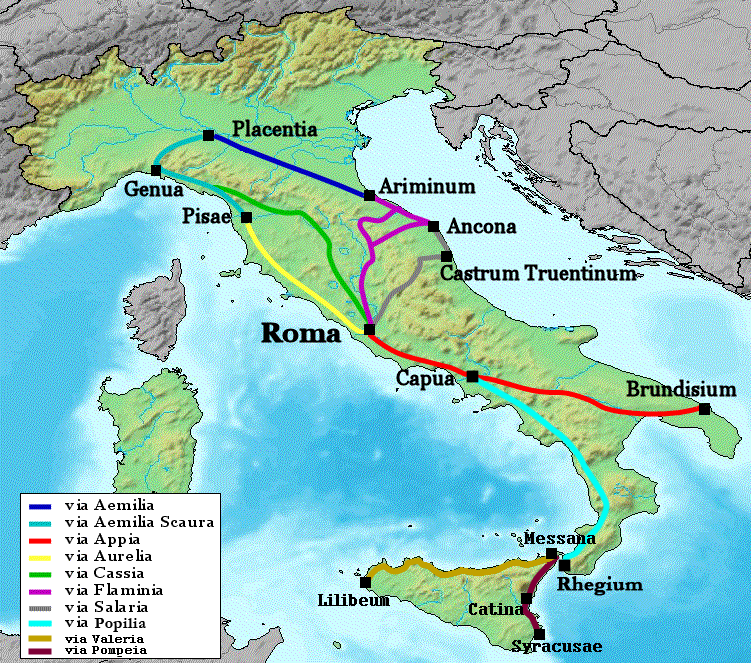
Drogi rzymskie w Italii.

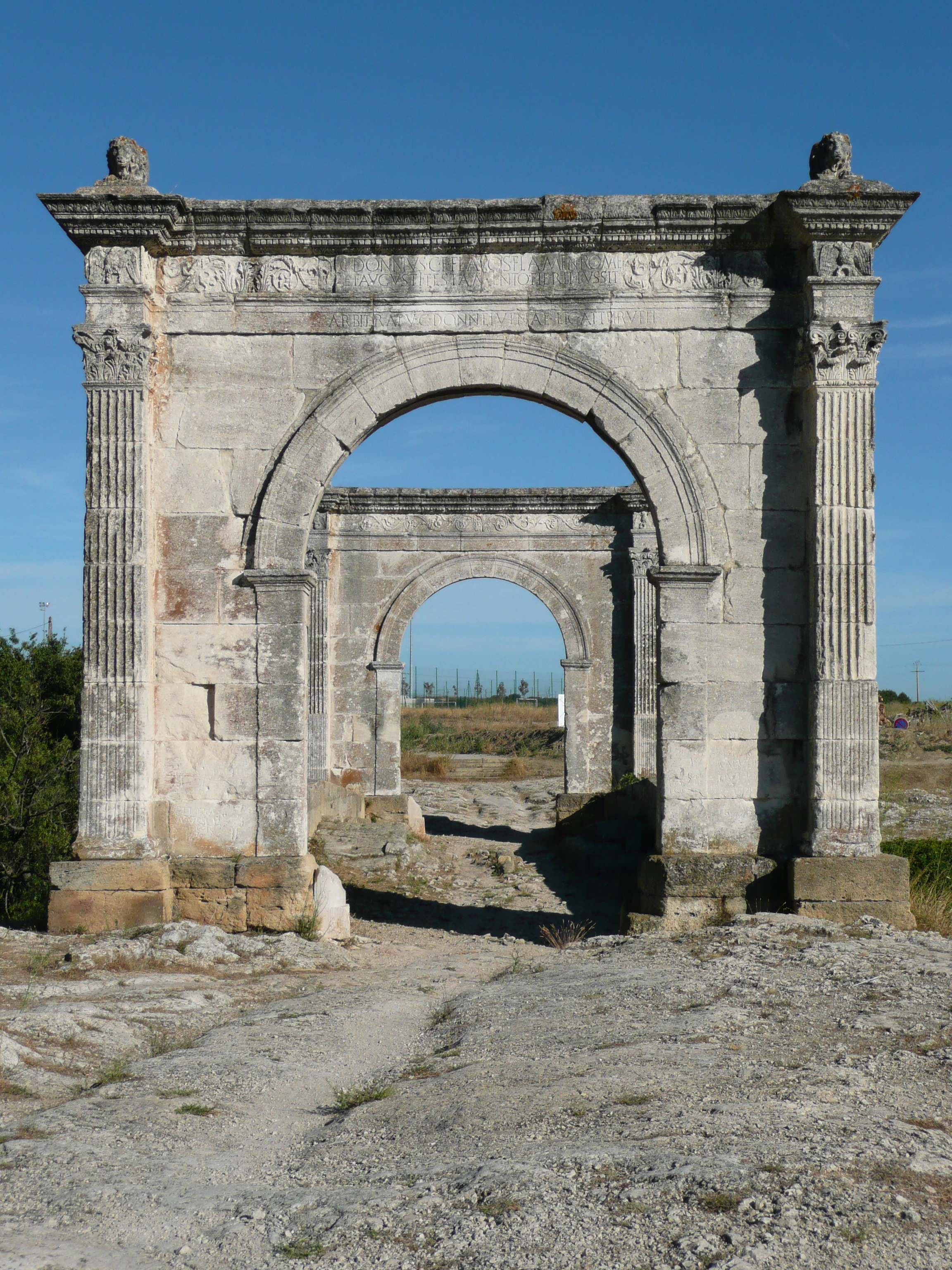
Via Julia Augusta biegnąca przez most Pont Flavien w południowej Francji

Via Julia Augusta – droga rzymska, która była połączeniem Via Aemilia Scauri oraz Via Postumia. Biegła z 
Piacentii (dzisiejsza Piacenza) do Arelates (dzisiejsze Arles) przez (Tortonę), Vada Sabatia (Vado Ligure), Albingaunum (Albenga) i Album Intimilium (Ventimiglia).
Jej budowa została rozpoczęta przez Oktawiana Augusta w 13 p.n.e. i pierwotnie kończyła się w La Turbie pod łukiem triumfalnym. Później przedłużono ją do  Arles, gdzie łączyła się z Via Domitia.